# Bahnhof Praha-Holešovice
Der Bahnhof Praha-Holešovice (tschechisch: Nádraží Praha-Holešovice) wurde im Jahr 1985 in Betrieb genommen und ist neben dem Hauptbahnhof und dem Bahnhof Praha-Smíchov einer der wichtigsten Prager Fernbahnhöfe.

## Lage und Bedeutung

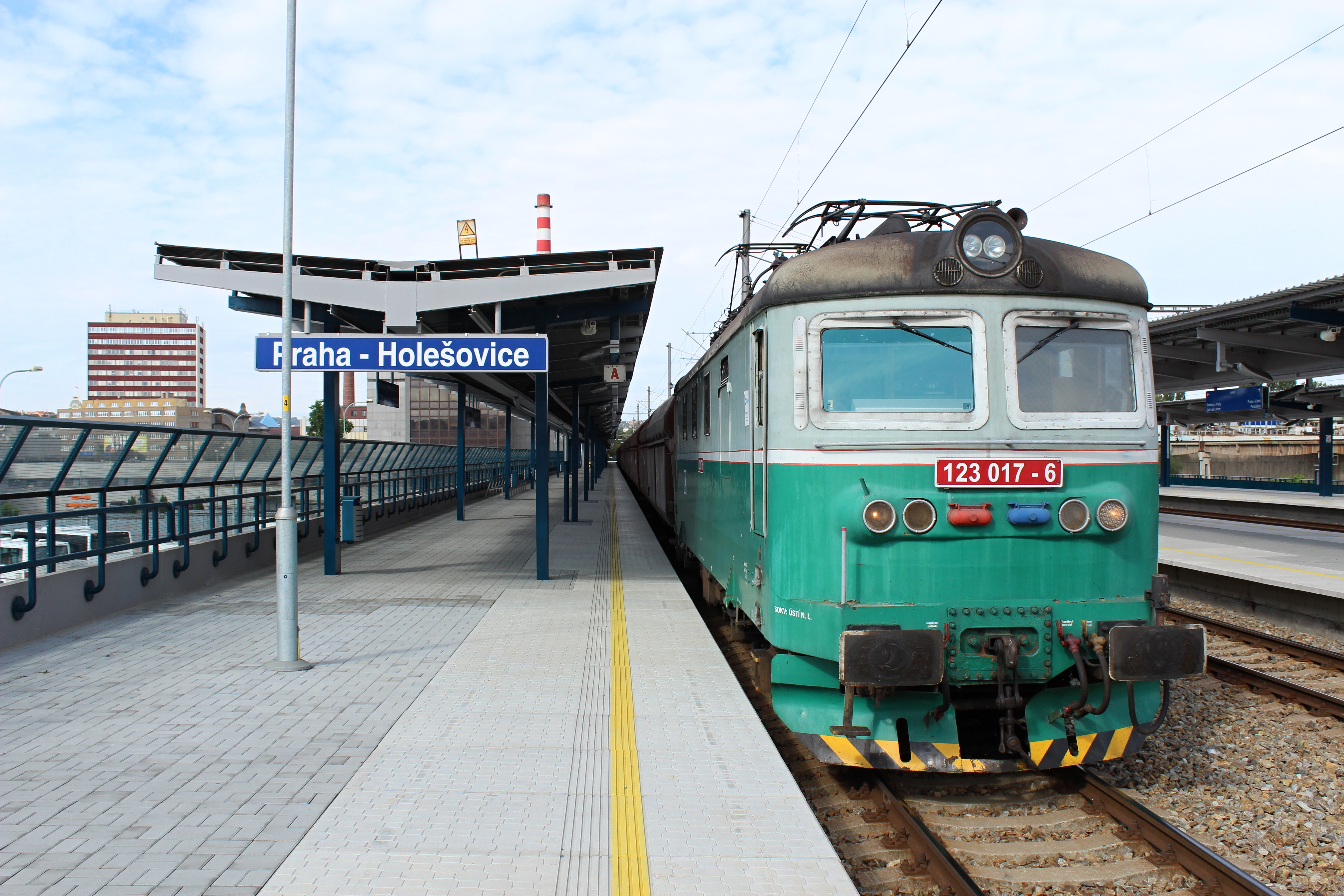
Gleise im Bahnhof Praha-Holešovice (2014)

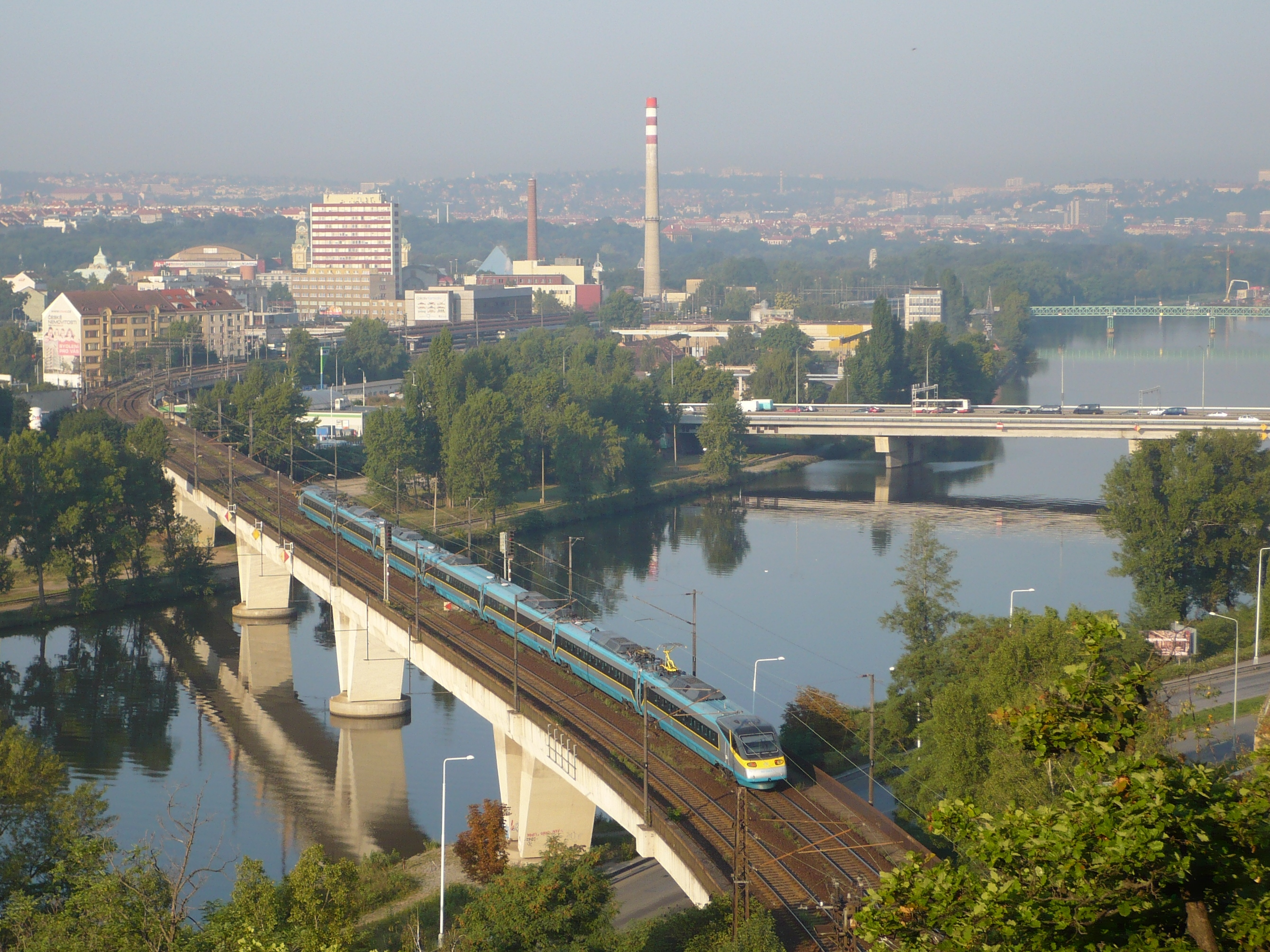
ČD-Baureihe 680 Pendolino auf der Eisenbahnbrücke über die Moldau, im Hintergrund ist der Bahnhof Praha-Holešovice zu sehen

Der Bahnhof befindet sich im Prager Stadtteil Holešovice links der Moldau, etwa drei Kilometer nördlich des Hauptbahnhofs unter den Adressen Partyzánská 1504/24 und Vrbenského 635/39.
Der Streckenabschnitt zwischen den Abzweigstellen Stromovka im Westen (weiter Richtung Prag-Bubeneč) und Rokytka im Osten (weiter Richtung Prag-Libeň oder Hauptbahnhof), an dem der Bahnhof liegt, ist relativ jungen Datums: Er wurde in den 1970er Jahren erbaut und am 23. Dezember 1980 dem Verkehr übergeben. In diesem kurzen Streckenabschnitt von etwas über vier Kilometern Länge finden sich zwei Brücken (eine über die Moldau) und ein Tunnel. Vor dieser Baumaßnahme mussten Züge auf der Nord-Süd-Strecke im Bahnhof Praha střed (heute wieder Masaryk-Bahnhof) kopfmachen. Der Hauptbahnhof konnte vorher von der Strecke aus Richtung Dresden nicht direkt erreicht werden.
Der Bahnhof wird von den durchgehenden internationalen Fernzügen auf der Nord-Süd-Strecke (Berlin – Dresden – Prag – Brünn und weiter nach Wien oder Bratislava und Budapest) angefahren. Seit der Inbetriebnahme der als Nové spojení bezeichneten neue Verbindungslinie zum Hauptbahnhof im Jahr 2009 fahren diese Züge von Holešovice aus auch den Hauptbahnhof an. Vorher waren es nur die in Prag beginnenden und endenden Züge.
Im Netz der Esko Prag wird der Bahnhof von den Zügen der Linien S41 ((Praha-Hostivař)  – Praha-Libeň –  Praha-Holešovice –  Roztoky u Prahy) und R4 ((Děčín) – Hněvice – Kralupy nad Vltavou – Praha-Holešovice – Praha hlavní nádraží) bedient.

## Haltestelle Praha-Holešovice zastávka
Etwa 400 Meter Luftlinie südwestlich vom Fernbahnhof, an der ursprünglichen Bahnstrecke Praha–Děčín, befand sich die Haltestelle Praha-Holešovice zastávka. Im Zuge des Ausbaus des nahen Bahnhofes Praha-Bubny wurde diese Haltestelle am 2. März 2025 zum letzten Mal angefahren und danach aufgegeben.

## Metrostation Nádraží Holešovice

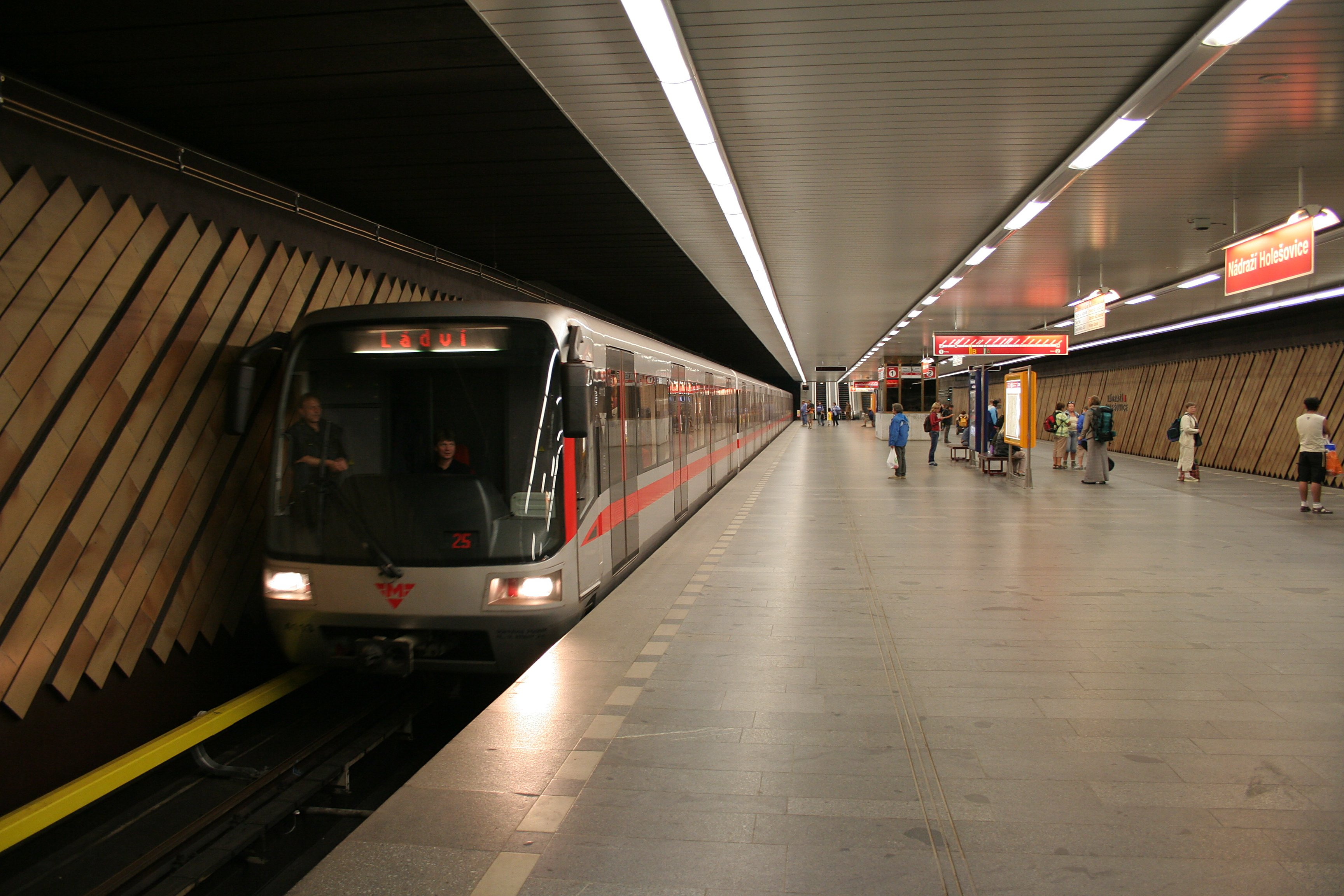
Metrostation Holešovice

Der Bahnhof Holešovice ist auch eine Station der Metrolinie C mit dem Namen Nádraží Holešovice (bis 1990: Fučíkova) und über diese Linie mit dem Prager Hauptbahnhof verbunden. Eröffnet wurde sie als Endstation im November 1984. Die Gesamtkosten der Station beliefen sich auf 319 Millionen Kronen.
Die Station liegt 7 Meter tief in der Erde, mit zwei Wendegleisen und zwei Vestibülen. Die geringe Tiefe bereitete den Ingenieuren beim Bau der Verlängerung große Probleme, schließlich mussten sie die Gleise nach unten biegen, damit die Strecke unter der Moldau durchgeführt werden kann, da ursprünglich eine Streckenführung über die Moldau geplant war. Durch das Jahrhunderthochwasser 2002 musste auch diese Station längere Zeit außer Betrieb gesetzt werden und verzögerte beträchtlich den weiteren Ausbau.
Aus der Station führen zwei Ausgänge. Durch den südlichen erreicht man die Straßenbahn und den Busbahnhof. Der nördliche Ausgang führt zum Regional- und Fernbahnhof.